# Jürgen Kegler
Jürgen Kegler (* 1944 in Grünstadt) ist ein deutscher evangelischer Theologe und Alttestamentler.

## Leben
1964 machte Kegler das Abitur in Düsseldorf. Von 1964 bis 1965 studierte er Evangelische Theologie als Hauptfach in Heidelberg, von 1965 bis 1966 in Tübingen, 1965 in der Sommeruniversität in Toulouse, von 1966 bis 1968 in Heidelberg und von 1968 bis 1971 in Bonn. Nach dem 1. Theologischen Examen 1971 hatte er von 1972 bis 1974 ein Doktorandenstipendium, gleichzeitig studierte er Philosophie und Geschichte. Von 1974 bis 1977 war er wissenschaftliche Hilfskraft (bei Claus Westermann). Nach der Promotion 1975 zum Dr. theol. absolvierte er von 1975 bis 1977 die 2. Theologische Ausbildung (Lehrvikariat) in der Evangelischen Landeskirche in Baden. Nach dem  2. Theologischen Examen 1977 und der  Ordination 1977 war er von 1977 bis 1984 wissenschaftlicher Assistent für Altes Testament (am Lehrstuhl von Hans Walter Wolff). Anschließend wurde er Pfarrer in Eppelheim. Von 1985 bis 2000 hatte er einen Lehrauftrag für Altes Testament an der Theol. Fakultät der Universität Heidelberg. 1996 wurde er Dekan des Kirchenbezirks Mosbach und Pfarrer an der dortigen Stiftskirche. 2000 wurde er zum Kirchenrat im Evangelischen Oberkirchenrat der Evangelischen Landeskirche in Baden in Karlsruhe ernannt. 2003 wurde er zum Honorarprofessur der Universität Heidelberg ernannt. Seit dem 1. Oktober 2009 ist er im Ruhestand und hält weiterhin Lehrveranstaltungen an der Theologischen Fakultät.
2017 wurde Kegler zum Vorsitzenden des Ortsvereins Plankstadt der SPD gewählt.

## Schriften (Auswahl)
- Politisches Geschehen und theologisches Verstehen. Zum Geschichtsverständnis in der frühen israelitischen Königszeit. Stuttgart 1977, ISBN 3-7668-0536-3.
- mit Matthias Augustin: Synopse zum chronistischen Geschichtswerk. Frankfurt am Main 1991, ISBN 3-631-43384-0
- mit Matthias Augustin: Bibelkunde des Alten Testaments. Ein Arbeitsbuch. Gütersloh 2000, ISBN 3-579-00079-9.
- Dass Gerechtigkeit und Friede sich küssen (Ps 85,11). Gesammelte Aufsätze, Predigten, Rundfunkreden. Frankfurt am Main 2001, ISBN 3-631-37140-3.